# Davide Montemurri
Davide Montemurri, talvolta indicato come Montemuri (Taranto, 25 aprile 1930 – Nettuno, 4 luglio 2021), è stato un attore e regista italiano.

## Biografia
Fu interprete di numerosi spettacoli teatrali di autori classici e moderni, da Vittorio Alfieri a Gabriele D'Annunzio, da Shakespeare a Čechov, da Pirandello ad Anouilh.
Negli ultimi anni cinquanta e primi anni sessanta fu interprete in alcuni fotoromanzi pubblicati sui settimanali Bolero Film e Grand Hotel.
Fu anche attore cinematografico (L'anno scorso a Marienbad), premiato come "migliore attore giovane" negli anni sessanta, ed interprete di sceneggiati televisivi, come Tom Jones, I Giacobini e Vita di Dante, ma anche regista di testi della tradizione classica o moderna con attori, quali Memo Benassi,  Giorgio Albertazzi e Anna Proclemer.
Fu regista Rai (Anna dei miracoli, con la Proclemer), regista di produzioni sperimentali, regista cinematografico, documentarista (tre lungometraggi di larga diffusione internazionale su Sri Aurobindo) e docente Rai di comunicazione audiovisiva.

## Filmografia

### Attore

#### Cinema

Davide Montemurri nel 1957

- L'anno scorso a Marienbad (L'Année dernière à Marienbad), regia di Alain Resnais (1961)
- Finché dura la tempesta, regia di Bruno Vailati (1963)
- Cyrano e D'Artagnan (Cyrano et d'Artagnan), regia di Abel Gance (1964)

#### Televisione
- Lorenzaccio, regia di Mario Ferrero (1954)
- Madre allegria, commedia  di De Sevilla e Sepulveda, regia di Anton Giulio Majano, trasmessa il  26 dicembre 1954.
- Gente magnifica, regia di Mario Ferrero (1955)
- Romanzo, regia di Daniele D'Anza, trasmessa il 5 ottobre 1956.
- La vita degli altri di Guglielmo Zorzi, con Sarah Ferrati e Salvo Randone (1957)
- L'idiota, regia di Giacomo Vaccari (1959)
- Tom Jones, regia di Eros Macchi (1960)
- I Giacobini, regia di Edmo Fenoglio (1962)
- Vita di Dante, regia di Vittorio Cottafavi (1965)

### Regista

#### Cinema
- Lezioni di violoncello con toccata e fuga (1976)

#### Televisione
- Gente magnifica, commedia  di William Saroyan, regia di Enzo Ferrieri e Lyda C. Ripandelli, trasmessa il 18 marzo 1955.
- Anna dei miracoli di William Gibson, trasmessa il 15 dicembre 1968.
- Non ti conosco più di Aldo De Benedetti, trasmessa il 16 marzo 1969.
- Arsenico e vecchi merletti (1969)
- L'amico delle donne, andato in onda sulla Rai 2, l'11 luglio del 1975.
- Di sopra una notte, andato in onda in 2 puntate il 7 e il 10 agosto 1975.
- Il barone e il servitore (1977)
- Giuditta di Carlo Terron, trasmesso nel mese di ottobre dell'anno 1978.
- Accadde a Zurigo, andato in onda in 3 puntate su Rai Uno dal 23 al 30 giugno 1981.[3]

## Prosa radiofonica Rai
- Un ballo in maschera, dramma di Michail J. Lermontov, regia di Alessandro Brissoni (1959)
- Racconti di mezzanotte (1980)
- Sri Aurobindo e Mére (1981)

## Teatrografia

### Regista
- Ifigenia in Tauride (1965)
- Agamennone (1967)
- Elettra (1968)
- Interpretazione di Dubcek (1971)
- L'avventura della coscienza e della gioia (1989)

### Attore
- I fratelli Karamazov, regia di A. Barsacq (1953)
- Re Lear, regia di F. Enriquez (1955)

## Discografia parziale

### Album
- Dante - Inferno (Sansoni Accademia Editori, SLI 03, LP) con Tino Buazzelli, Tino Carraro, Ottavio Fanfani, Giorgio Albertazzi